# TRH-stimulering

TRH bildas normalt i hypotalamus i hjärnan, och har till funktion att få hypofysen att utsöndra TSH. TSH å sin sida ökar nivåerna av sköldkörtelhormon. Vid TRH-stimulering injiceras TRH för att studera hur hypofysen reagerar, om TSH ökar som det ska eller om reaktionen uteblir.

TRH-stimulering är en undersökning av hypofys och sköldkörtel, som innebär att nivåerna av hormonet TSH testas med blodprov efter injektion av hormonfrisättande hormonet TRH. Testet användes förr allmänt för att utreda misstänkt giftstruma och hypotyroidism.
Sköldkörtelns hormonproduktion av ämnesomsättningshormonerna tyroxin (T4) och trijodtyronin (T3), regleras från hypofysen som känner av hormonnivåerna i omlopp och vid behov utsöndrar hormonet TSH för att öka sköldkörtelns hormonproduktion. TSH utsöndras också som svar på ett hormon från hypotalamus, TRH (som också bidrar till utsöndring av prolaktin). Vid ett flertal sjukdomar förändras ämnesomsättningen, vilket kan märkas med test på blodnivåerna av T4, T3, och TSH. Ofta är provsvaren okomplicerade, och kräver endast en ytterligare analys av sköldkörtelns jodupptag, men ibland kan det vara adekvat att också testa hur hypofysen svarar på TRH. Vid sådana fall injiceras TRH för att sedan jämföra nivåerna av TSH före injektionen med nivåerna efter halvtimmesintervall. Hos en frisk människa ökar injektionen nivåerna av TSH.
Vid giftstruma och hypofyssjukdom uteblir reaktionen - TSH ökar inte. Vid hypotyroidism ökar TSH av testet. Sjukdomar i hypotalamus leder till fördröjd respons på injektionen.
Inom veterinärmedicinen används TRH-test för att utreda Cushings syndrom (för höga nivåer kortisol). Hos människor kan TRH-stimulering också användas för att studera prolaktinutsöndringen, eftersom TRH stimulerar till produktion av både prolaktin och TSH.
TRH-test har också använts vid forskning på ett flertal psykiska störningar (jämför euthyroid sick-syndromes). Dock har testresultaten varit mycket varierande och ibland motstridiga. Utebliven respons från TSH vid TRH-stimulering förekommer i viss utsträckning vid depression, posttraumatiskt stressyndrom, alkoholism, borderline personlighetsstörning, och mani. Responsen vid schizofreni är däremot övervägande normal. Å andra sidan förekommer också bland personer med depression och posttraumatisk stress, att TSH-responsen är extra stark. Som regel anses dock nedsatt TSH-respons vara en depressionsmarkör (påträffas vid ungefär 25%), vid sidan av att det också kan ses vid svält, manligt åldrande, njurproblem, samt ökade värden kortisol, tillväxthormon, och dopamin. Vid depression återställs den nedsatta responsen efter tillfrisknande.